# 4420 Alandreev
A 4420 Alandreev (ideiglenes jelöléssel 1936 PB) a Naprendszer kisbolygóövében található aszteroida. Grigory Neujmin fedezte fel 1936. augusztus 15-én.